# Gimel (Hebräisch)

Gimel

Gimel (גִּימֶל) oder Gimmel ist der dritte Buchstabe im hebräischen Alphabet. Er hat den Zahlenwert 3. Gimel wird im modernen Iwrit als G wie im Deutschen gesprochen. Folgt dem Buchstaben ein Geresch, ersetzt er den im Hebräischen nicht existierenden stimmhaften dsch-Laut (in Fremdwörtern).

## Geschichte
Gimel ist auch ein Konsonantenbuchstabe des phönizischen Alphabets, der vermutlich auf die stilisierte Darstellung eines Kamelhöckers (gamel = Kamel) zurückgeht. Von diesem Buchstaben leiten sich das hebräische Gimel, das arabische Ǧīm und das griechische Gamma her, aus letzterem entstanden das lateinische C und G.

## Beispiele
- גולית Goliat
- גלגל, galgal, Gilgal: „Rad“
- ג׳אז Jazz (Gebrauch im Fremdwort)
- גבריאל Gabriel: „Meine Stärke ist Gott“
- גדעון Gideon, männlicher Vorname

## Verwendung in der Mathematik
Die mit {\displaystyle \gimel } bezeichnete Gimel-Funktion wird in der Mengenlehre zum Rechnen mit Kardinalzahlen verwendet.

## Zeichenkodierung
| Unicode Codepoint | U+05D2                  | U+2137                              |
| Unicode-Name      | HEBREW LETTER GIMEL     | GIMEL SYMBOL                        |
| HTML              | (&#1490; oder &#x05D2;) | &gimel; (oder &#8502;oder &#x2137;) |
| ISO 8859-8        | 0xE2                    |                                     |
| TeX / LaTeX       |                         | \gimel (mit \usepackage{amssymb})   |